# Brachyolmie und Amelogenesis imperfecta
Brachyolmie und Amelogenesis imperfecta ist eine sehr seltene angeborene Erkrankung (Syndrom) mit einer Kombination von Brachyolmie (Skelettdysplasie mit ausschließlichem Befall der Wirbelsäule und zu kurzem Rumpf) und Amelogenesis imperfecta (Störung der Zahnschmelzbildung).
Synonyme sind: Platyspondylie - Amelogenesis imperfecta; Verloes-Bourguignon-Syndrom; VBS; englisch Dental anomalies and short stature
Die Namensbezeichnung bezieht sich auf die Hauptautoren der Erstbeschreibung aus dem Jahre 1996 durch den belgischen Humangenetiker Alain Verloes und Radiologen Jean-Pierre Bourguignon.

## Verbreitung
Die Häufigkeit ist nicht bekannt.

## Ursache
Der Erkrankung liegen Mutationen im LTBP3-Gen auf Chromosom 11 Genort q13.1 zugrunde, welches für ein für das Wachstumshormon benötigtes Protein kodiert.
Mutationen in diesem Gen finden sich auch beim geleophysischen Kleinwuchs.

## Klinische Erscheinungen
Klinische Kriterien sind:
- Brachyolmie mit mäßig ausgeprägter Platyspondylie und kurzem Rumpf
- verbreiterte Beckenschaufel, verlängerter Schenkelhals mit Coxa valga
- Skoliose
- Zahnschmelzhypoplasie sowohl des Milchgebisses als auch der bleibenden Zähne.

## Diagnose
Die Diagnose ergibt sich aus der Kombination klinischer Befunde.

## Therapie
Es ist lediglich eine symptomatische Therapie möglich.